# International Standard Bible Encyclopedia
La International Standard Bible Encyclopedia è un'enciclopedia sulla Bibbia scritta in lingua inglese e ormai nel pubblico dominio. È stata pubblicata nel 1915 (in 5 volumi) sotto la direzione editoriale del teologo evangelico James Orr, di impostaziome tradizionalista, avendo tra gli altri obiettivi quello di ribattere alle tesi portate avanti da alcune forme di esegesi biblica.
L'editore del 1915 fu Howard-Severance Co. di Chicago (5 volumi), ma nel 1939 ebbe una riedizione da parte della William B. Eerdmans Publishing Company, sempre diretta da Orr, a cui seguirono diverse ristampe. 
Gli articoli contenuti, che spaziano dalla Bibbia cristiana) agli apocrifi, scoperte archeologiche, lingua e letteratura dei luoghi della Bibbia, vita famigliare, agli usi e costumi dei protagonisti della Bibbia, musica e arte, storia naturale e agricoltura, rituali e leggi. 

I testi furono scritti da circa 200 studiosi differenti, quasi tutti statunitensi o inglesi e di religione protestante evangelicale, docenti di seminari oppure professori e ricercatori universitari in materie teologiche. 
La William B. Eerdmans Publishing Company nel 1989 ha pubblicato una revisione critica aggiornata dell'intera enciclopedia, diretta da Geoffrey W. Bromiley, che fa seguito a quella del 1979. Sono stati ripresi, con modifiche, gli articoli di 130 dei 200 collaboratori della prima edizione del 1915.